# Askø Sogn
Askø Sogn er et sogn i Maribo Domprovsti (Lolland-Falsters Stift).
I 1800-tallet var Askø Sogn et selvstændigt pastorat. Det hørte til Fuglse Herred i Maribo Amt. Askø sognekommune blev ved kommunalreformen i 1970 indlemmet i Maribo Kommune, der ved strukturreformen i 2007 indgik i Lolland Kommune.
I Askø Sogn ligger Askø Kirke.
I sognet findes følgende autoriserede stednavne:
- Askø (areal)
- Askø By (bebyggelse, ejerlav)
- Konemades Pynt (areal)
- Lilleø (areal, bebyggelse)